# Angie Geschke
Angie Birgit Geschke (* 24. Mai 1985 in Lübeck) ist eine ehemalige deutsche Handballspielerin. 

## Karriere
Sie begann das Handballspielen in der Mini-Mix Jugend des TuS Lübeck 93 und spielte ab der D-Jugend für den SC Buntekuh. Im Jahr 2000 wechselte die 1,77 m große Rückraumspielerin zum Frankfurter HC, mit dem sie 2003 den DHB-Pokal und ein Jahr später die deutsche Meisterschaft gewann. In der Saison 2006/07 wurde sie mit 210 Toren Torschützenkönigin der Bundesliga.
In der Saison 2007/08 stand sie beim dänischen Verein Randers HK unter Vertrag. Im Sommer 2008 kehrte sie in die deutsche Bundesliga zurück, wo sie bis zum Sommer 2012 für den VfL Oldenburg auflief. Anschließend unterschrieb sie einen Vertrag beim norwegischen Erstligisten Vipers Kristiansand. Im Sommer 2013 wechselte sie zu Bayer Leverkusen. Im September 2013 wechselte sie aus privaten Gründen zum VfL Oldenburg. In der Saison 2015/16 wurde sie mit 237 Treffern Torschützenkönigin der Bundesliga. Nach der Saison 2018/19 verließ sie Oldenburg. In der Schlussphase der Saison 2022/23 half sie beim abstiegsbedrohten Landesligisten SG Obenstrohe/Dangastermoor aus.
Ihr Länderspieldebüt in der deutschen Nationalmannschaft gab sie am 7. April 2006 gegen Kroatien. Sie warf bisher 210 Tore in 110 Länderspielen. Mit Deutschland nahm sie an der Weltmeisterschaft 2013 teil und erzielte 15 Treffer in sieben Partien.

## Erfolge
- Deutsche Nationalmannschaft
  - 4. Platz bei der Handball-Europameisterschaft 2006

- Frankfurter HC
  - Deutsche Pokalsiegerin 2003
  - Deutsche Meisterin 2004

- VfL Oldenburg
  - Deutsche Pokalsiegerin 2009, 2012, 2018
  - Deutsche Supercup-Siegerin 2009